# Khayyamia mirzayani
Khayyamia mirzayani är en insektsart som först beskrevs av Popov, G.B. 1951.  Khayyamia mirzayani ingår i släktet Khayyamia och familjen Dericorythidae.

## Underarter
Arten delas in i följande underarter:
- K. m. kurda
- K. m. mirzayani